# Stenoxyphellus brachypterus
Stenoxyphellus brachypterus is een rechtvleugelig insect uit de familie Pyrgomorphidae. De wetenschappelijke naam van deze soort is voor het eerst geldig gepubliceerd in 1941 door Ramme.